# Gebethner i Wolff

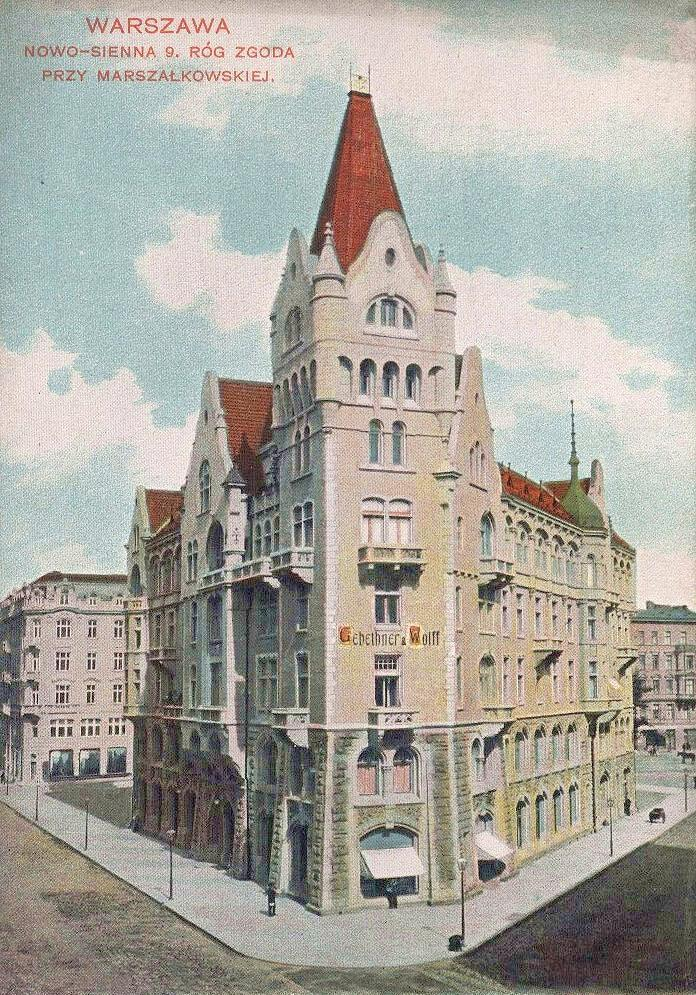
Siedziba firmy Gebethner i Wolff przy ul. Nowosiennej 9 w Warszawie (1907)

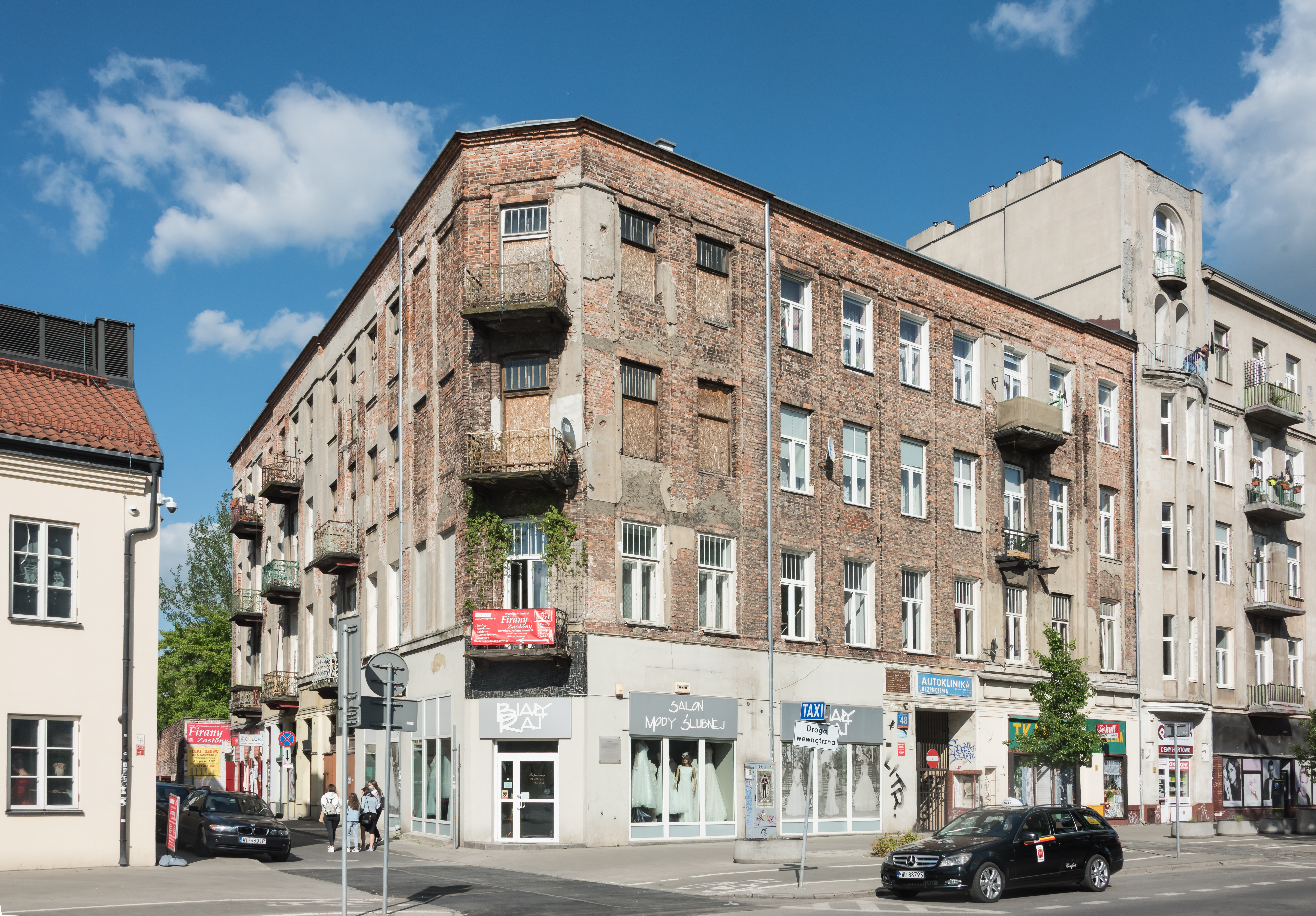
Kamienica przy ul. Targowej 48, w której mieściła się księgarnia Gebethner i Wolff

Gebethner i Wolff – przedsiębiorstwo wydawnicze i księgarskie założone w 1857 przez Gustawa Adolfa Gebethnera i Augusta Roberta Wolffa w Warszawie. Istniało do 1950, zlikwidowane przez władze komunistyczne (antykwariat działał do 1973).

## Historia

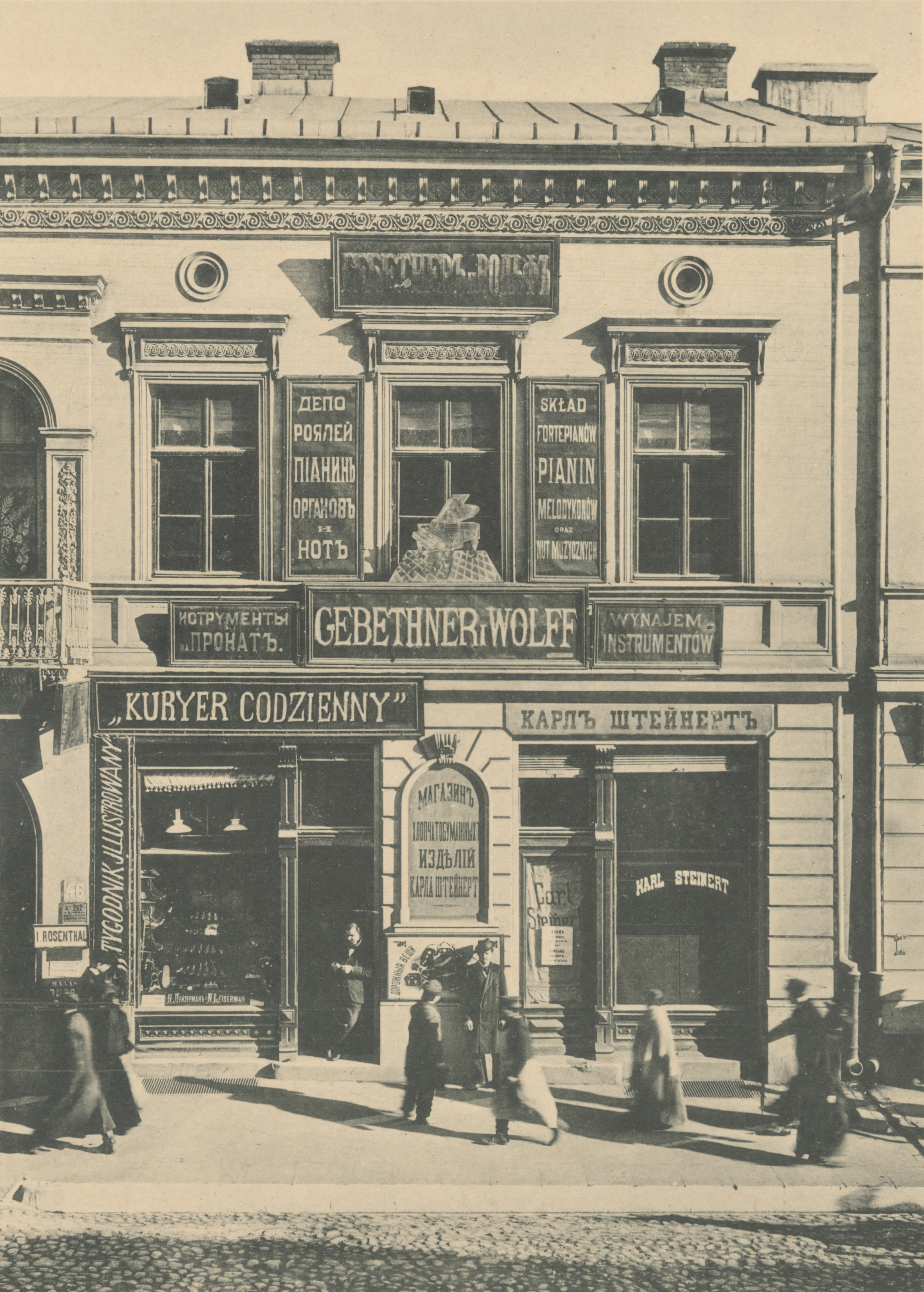
Sklep muzyczny Gebethnera i Wolffa w Łodzi przy ul. Piotrkowskiej, lata 90. XIX w.

4 września 1857 Gustaw Adolf Gebethner otrzymał zezwolenie od warszawskiego Zgromadzenia Kupców, podpisane przez ówczesnych prezesów: Krzysztofa Bruna i Teofila Fukiera, na otworzenie w stolicy nowej księgarni. 24 listopada 1857 otworzył Księgarnię i Skład Nut Muzycznych „G. Gebethner i Spółka” (nazwa „Gebethner i Wolff” zaczęła funkcjonować dopiero od 1872) wraz z Augustem Robertem Wolffem, ulokowane w dwóch izbach skrzydła pałacu Potockich przy Krakowskim Przedmieściu 15, na rogu ul. Czystej (dziś Ossolińskich).
Działalność przedsiębiorstwa prowadzona była w trzech kierunkach: księgarstwo sortymentowe i hurt księgarski, wydawnictwo książek i nut. Od 1906 siedziba spółki mieściła się w narożnej kamienicy znajdującej się na rogu ulic Sienkiewicza 9 (do 1916 Nowosienna 9) i Zgoda 12, zaprojektowanej przez Bronisława Brochwicza-Rogoyskiego.
Wydawnictwo rozwijało się bardzo dynamicznie, w 1937 miało wydanych ok. 7010 pozycji książek w nakładzie 45 mln egzemplarzy i ok. 7147 pozycji nut.
Przedsiębiorstwo wydawało przede wszystkim klasykę literatury polskiej (np. utwory Władysława Reymonta, Elizy Orzeszkowej, Marii Konopnickiej czy Henryka Sienkiewicza), ale również twórczość pisarzy współczesnych (np. Wacława Berenta, Piotra Choynowskiego, Jarosława Iwaszkiewicza, Leona Kruczkowskiego, Kornela Makuszyńskiego, Zofii Nałkowskiej czy Jana Parandowskiego). Wydawało też czasopisma, tj. „Kurier Warszawski”, „Tygodnik Ilustrowany”, „Kurier Codzienny” i „Przegląd Sportowy”. Nakładem wydawnictwa ukazały się nadto dzieła Fryderyka Chopina, Stanisława Moniuszki czy Feliksa Jarońskiego.
Od 1884 (do 1922) przedsiębiorstwo otwierało swoje oddziały w innych miastach Polski (Kraków, Lublin, Łódź, Poznań, Zakopane). W 1925 otworzyło filię w Paryżu, która istnieje do dziś. Przesyłano również książki do Stanów Zjednoczonych i Rosji.
W 1929 rodzina Gebethnerów wykupiła udziały wspólników, stając się jedynymi właścicielami firmy. W tym okresie i aż do wybuchu wojny głównym redaktorem w wydawnictwie był Aleksander Wat.
Pod koniec września 1939 budynek siedziby „Gebethner i Wolff” został częściowo spalony (górna część wieży oraz dach kamienicy). W okresie II wojny światowej przedsiębiorstwo rozprowadzało nielegalne książki oraz prowadziło tajne kursy dla pracowników księgarń. W czasie powstania warszawskiego w 1944 budynek wydawnictwa został zbombardowany i ponownie spłonął.
Po wyzwoleniu z niewoli niemieckiej w 1945, Zygmunt Gebethner wspólnie z ojcem Janem Stanisławem reaktywował wydawnictwo i dwie księgarnie; jedna z nich mieściła się w kamienicy przy ul. Targowej 48. W 1950 władze komunistyczne odebrały Gebethnerom licencję wydawniczą, zmuszając ich do zawieszenia działalności. Pod koniec lat 50. decyzją Biura Odbudowy Stolicy dom firmy Gebethner i Wolff został wyburzony, a na jej miejscu zbudowano blok mieszkalny. Proces likwidacji oficyny ciągnął się formalnie do 1973, kiedy to zakończył działalność antykwariat „Gebethner i Wolff” przy ul. Ząbkowskiej 3.
Natomiast w 1990 Zygmunt Gebethner założył wydawnictwo pod nazwą „Gebethner i Ska”, publikujące głównie słowniki i podręczniki do nauki języków obcych – na licencji zachodnich wydawców. 5 stycznia 1999, w wyniku połączenia z przedsiębiorstwem „Gebethner i Ska”, powstało Wydawnictwo Felberg.